# Dreux (quận)
Quận Dreux là một quận của Pháp, nằm ở tỉnh Eure-et-Loir, ở vùng Centre-Val de Loire. Quận này có 9 tổng và 109 xã.

## Các đơn vị hành chính

### Các tổng
Các tổng của quận Dreux là: 
1. Anet
2. Brezolles
3. Châteauneuf-en-Thymerais
4. Dreux-Est
5. Dreux-Ouest
6. Dreux-Sud
7. La Ferté-Vidame
8. Nogent-le-Roi
9. Senonches

### Các xã
Các xã của quận Dreux, và mã INSEE là: 
| 1. Abondant (28001)                       | 2. Allainville (28003)               | 3. Anet (28007)                         | 4. Ardelles (28008)                     |
| 5. Aunay-sous-Crécy (28014)               | 6. Beauche (28030)                   | 7. Berchères-sur-Vesgre (28036)         | 8. Boissy-en-Drouais (28045)            |
| 9. Boissy-lès-Perche (28046)              | 10. Boncourt (28050)                 | 11. Boutigny-Prouais (28056)            | 12. Brezolles (28059)                   |
| 13. Broué (28062)                         | 14. Bréchamps (28058)                | 15. Bérou-la-Mulotière (28037)          | 16. Bû (28064)                          |
| 17. Champagne (28069)                     | 18. Charpont (28082)                 | 19. Chaudon (28094)                     | 20. Cherisy (28098)                     |
| 21. Châtaincourt (28087)                  | 22. Châteauneuf-en-Thymerais (28089) | 23. Coulombs (28113)                    | 24. Croisilles (28118)                  |
| 25. Crucey-Villages (28120)               | 26. Crécy-Couvé (28117)              | 27. Dampierre-sur-Avre (28124)          | 28. Digny (28130)                       |
| 29. Dreux (28134)                         | 30. Escorpain (28143)                | 31. Faverolles (28146)                  | 32. Favières (28147)                    |
| 33. Fessanvilliers-Mattanvilliers (28151) | 34. Fontaine-les-Ribouts (28155)     | 35. Garancières-en-Drouais (28170)      | 36. Garnay (28171)                      |
| 37. Germainville (28178)                  | 38. Gilles (28180)                   | 39. Goussainville (28185)               | 40. Guainville (28187)                  |
| 41. Havelu (28193)                        | 42. Jaudrais (28200)                 | 43. La Chapelle-Forainvilliers (28076)  | 44. La Chapelle-Fortin (28077)          |
| 45. La Chaussée-d'Ivry (28096)            | 46. La Ferté-Vidame (28149)          | 47. La Framboisière (28159)             | 48. La Mancelière (28231)               |
| 49. La Puisaye (28310)                    | 50. La Saucelle (28368)              | 51. Lamblore (28202)                    | 52. Laons (28206)                       |
| 53. Le Boullay-Mivoye (28054)             | 54. Le Boullay-Thierry (28055)       | 55. Le Boullay-les-Deux-Églises (28053) | 56. Le Mesnil-Simon (28247)             |
| 57. Le Mesnil-Thomas (28248)              | 58. Les Châtelets (28090)            | 59. Les Pinthières (28299)              | 60. Les Ressuintes (28314)              |
| 61. Lormaye (28213)                       | 62. Louvilliers-en-Drouais (28216)   | 63. Louvilliers-lès-Perche (28217)      | 64. Luray (28223)                       |
| 65. Maillebois (28226)                    | 66. Marchezais (28235)               | 67. Marville-Moutiers-Brûlé (28239)     | 68. Montigny-sur-Avre (28263)           |
| 69. Montreuil (28267)                     | 70. Morvilliers (28271)              | 71. Mézières-en-Drouais (28251)         | 72. Nogent-le-Roi (28279)               |
| 73. Néron (28275)                         | 74. Ormoy (28289)                    | 75. Ouerre (28292)                      | 76. Oulins (28293)                      |
| 77. Prudemanche (28308)                   | 78. Puiseux (28312)                  | 79. Revercourt (28315)                  | 80. Rohaire (28316)                     |
| 81. Rouvres (28321)                       | 82. Rueil-la-Gadelière (28322)       | 83. Saint-Ange-et-Torçay (28323)        | 84. Saint-Jean-de-Rebervilliers (28341) |
| 85. Saint-Laurent-la-Gâtine (28343)       | 86. Saint-Lubin-de-Cravant (28346)   | 87. Saint-Lubin-de-la-Haye (28347)      | 88. Saint-Lubin-des-Joncherets (28348)  |
| 89. Saint-Lucien (28349)                  | 90. Saint-Maixme-Hauterive (28351)   | 91. Saint-Ouen-Marchefroy (28355)       | 92. Saint-Rémy-sur-Avre (28359)         |
| 93. Saint-Sauveur-Marville (28360)        | 94. Sainte-Gemme-Moronval (28332)    | 95. Saulnières (28369)                  | 96. Saussay (28371)                     |
| 97. Senantes (28372)                      | 98. Senonches (28373)                | 99. Serazereux (28374)                  | 100. Serville (28375)                   |
| 101. Sorel-Moussel (28377)                | 102. Thimert-Gâtelles (28386)        | 103. Tremblay-les-Villages (28393)      | 104. Tréon (28394)                      |
| 105. Vernouillet (28404)                  | 106. Vert-en-Drouais (28405)         | 107. Villemeux-sur-Eure (28415)         | 108. Villiers-le-Morhier (28417)        |
| 109. Écluzelles (28136)                   |                                      |                                         |                                         |